# Andreas Groll
Andreas Groll (30. listopadu 1812 Erdberg (Vídeň) – 20. března 1872 Vídeň) byl rakouský fotograf památek a architektury, mj. autor prvních fotografií Prahy, Plzně a Kutné Hory.

## Život a dílo
Narodil se v chudé rodině sluhy a služky v Erdbergu na předměstí Vídně. Od roku 1840 pracoval jako ústavní sluha v chemickém institutu vídeňské Polytechniky. Tam poznal chemika a mineraloga Antona Schröttera von Kristellim, který Grolla osobně podporoval. Roku 1843 vytvořil své první portrétní daguerrotypie. V roce 1844 se Groll stal Schrötterovým asistentem. Roku 1845 byl povýšen do pozice laboranta téhož institutu a oženil se s Josephou Brennerovou.
Groll se s relativně novou fotografií mohl zabývat v letech 1845-1853 díky práci laboratorního asistenta. Z tohoto zaměstnání byl údajně propuštěn  pro „tajnou noční fotografickou činnost“[zdroj?].  V letech 1846–1856 byl v témže Polytechnickém institutu laborantem Antona Georga Martina. Své zkušenosti s fotografií přednesl roku 1850 v přednášce v Rakouské akademii věd ve Vídni a následně je publikoval ve studii Photographie oder Lichtbilder auf Glas (Fotografie neboli světelné obrazy na skle). 
Své fotografie úspěšně vystavoval na Světové výstavě v Paříži v roce 1855.  Rakouský centrální institut pro památky s Grollem uzavřel smlouvu na fotografování památkových měst, staveb a jejich zařízení. Od roku 1857 ve Vídni provozoval vlastní ateliér.
Po etapě portrétních daguerrotypií a kalotypií se zřejmě od roku 1849 věnoval fotografické vedutě a fotografii starožitností, především zbraní a zbroje. Fotografoval je nejen v rakouské monarchii, ale po celé Evropě (Německo, Itálie, Španělsko, Rusko), a také v Egyptě. Ve Vídni své fotografie představil na samostatné výstavě roku 1864. S prodejem svých „světelných obrazů“ měl značný úspěch a v obsáhlém katalogu z roku 1865 nabízel 788 fotografií.
Pro dějiny české fotografie je důležité, že v roce 1856 (na snímcích se ovšem objevuje i datace 1855) fotografoval Prahu, Kutnou Horu a Plzeň. Roku 1865 (na snímcích také datace 1866) pak fotografoval opět Prahu a Kutnou Horu a dále Kolín, Rožmberk a Lednici. Jeho fotografie jsou většinou nejstaršími fotografiemi těchto míst. Z Prahy pochází třicet těchto fotografií, z Kutné Hory třináct, z Plzně tři, z Lednice jedna.
Roku 1857 obdržel Andreas Groll za svou fotografickou činnost vyznamenání od císaře Františka Josefa I.
Zajímavostí jsou Grollovy poznámky na negativech, které jsou sice psány německy, ale strašlivým fonetickým zápisem. Tato skutečnost zvláštně kontrastuje s technickou dokonalostí jeho fotografií, které byly ve své době na samotné hranici možností tohoto tehdy zcela nového média.
Fotografické řemeslo se od něho vyučil slovenský fotograf působící v Bratislavě Eduard Nepomuk Kozič. Obchod s fotografiemi Andreas Groll Witwe vedla po manželově smrti úspěšně vdova Josefa.

## Výstavy
- Andreas Groll (1812–1872): Neznámý fotograf, Galerie hlavního města Prahy - Dům fotografie, 16. 2. - 8. 5. 2016, kurátoři: Petra Trnková, Monika Faber[2]

## Galerie

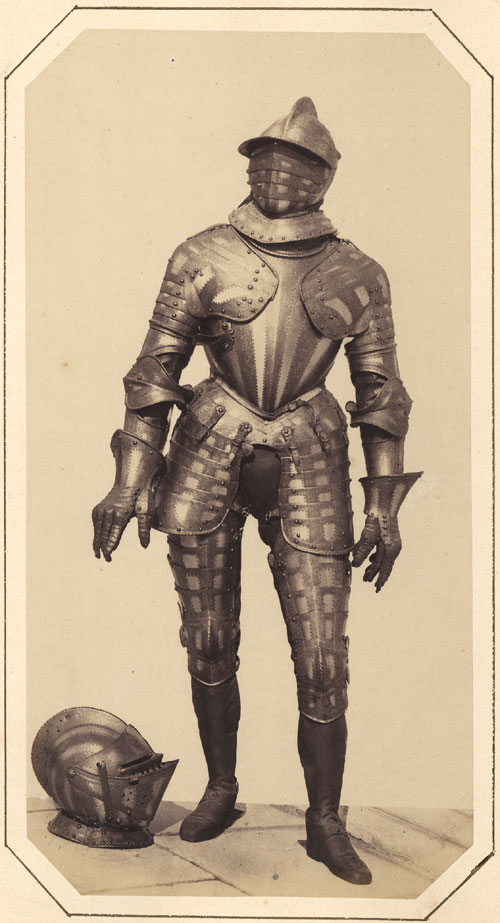
Zbroj, 1857–1862
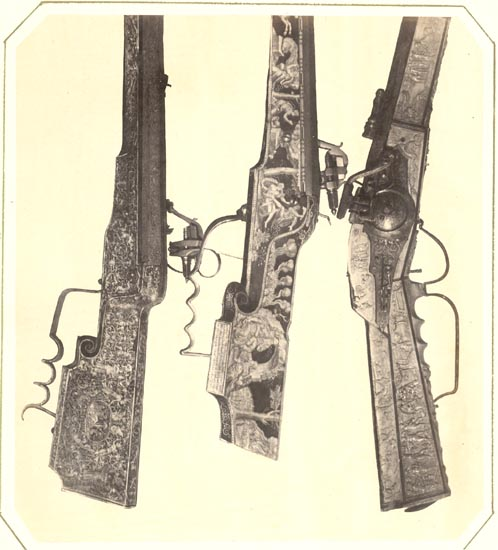
Pažby tří pušek těšínek, 1857
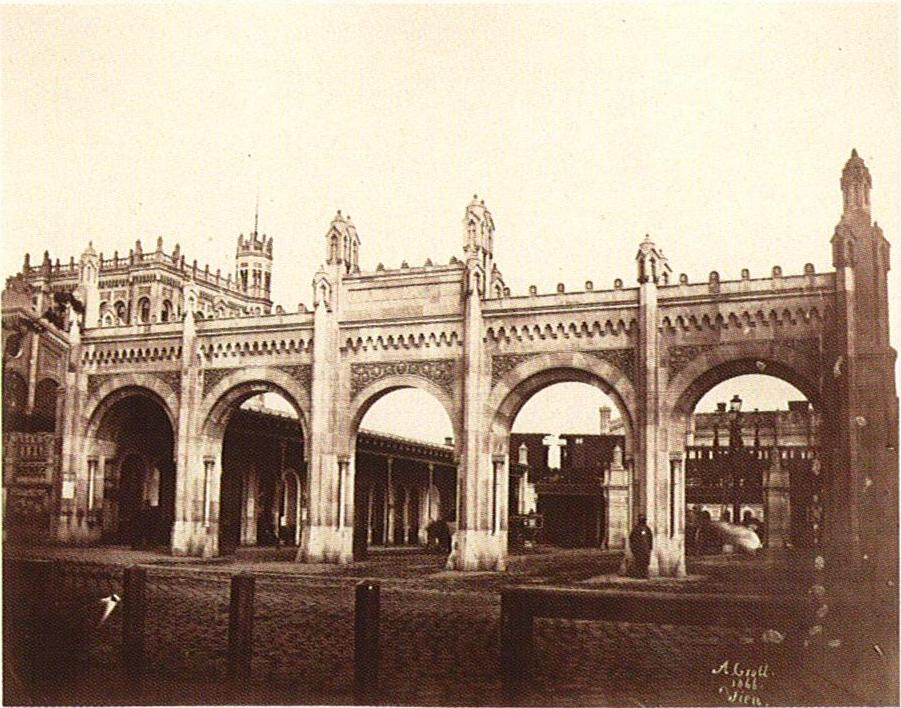
Severní nádraží ve Vídni, 1866
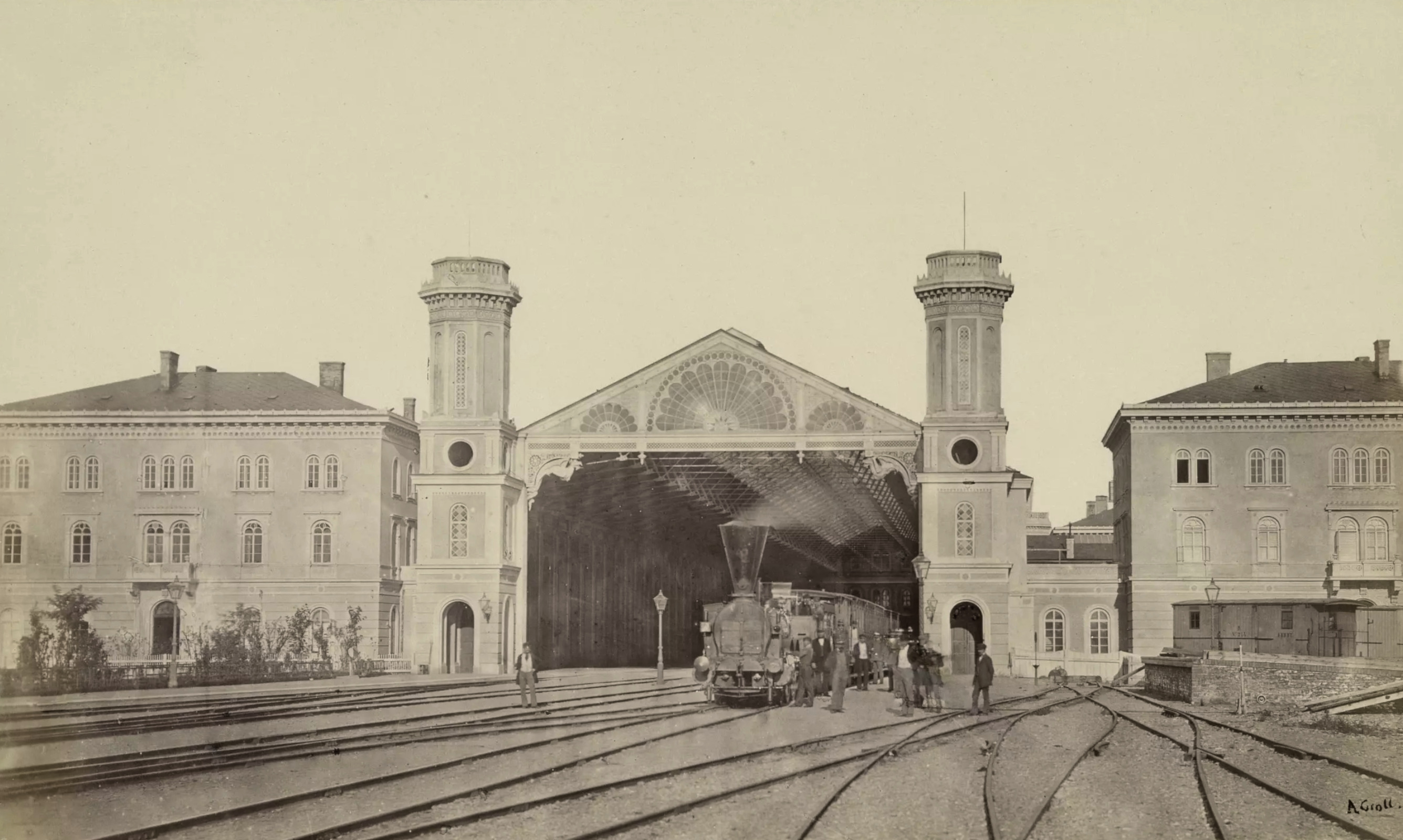
Západní nádraží ve Vídni, 1860
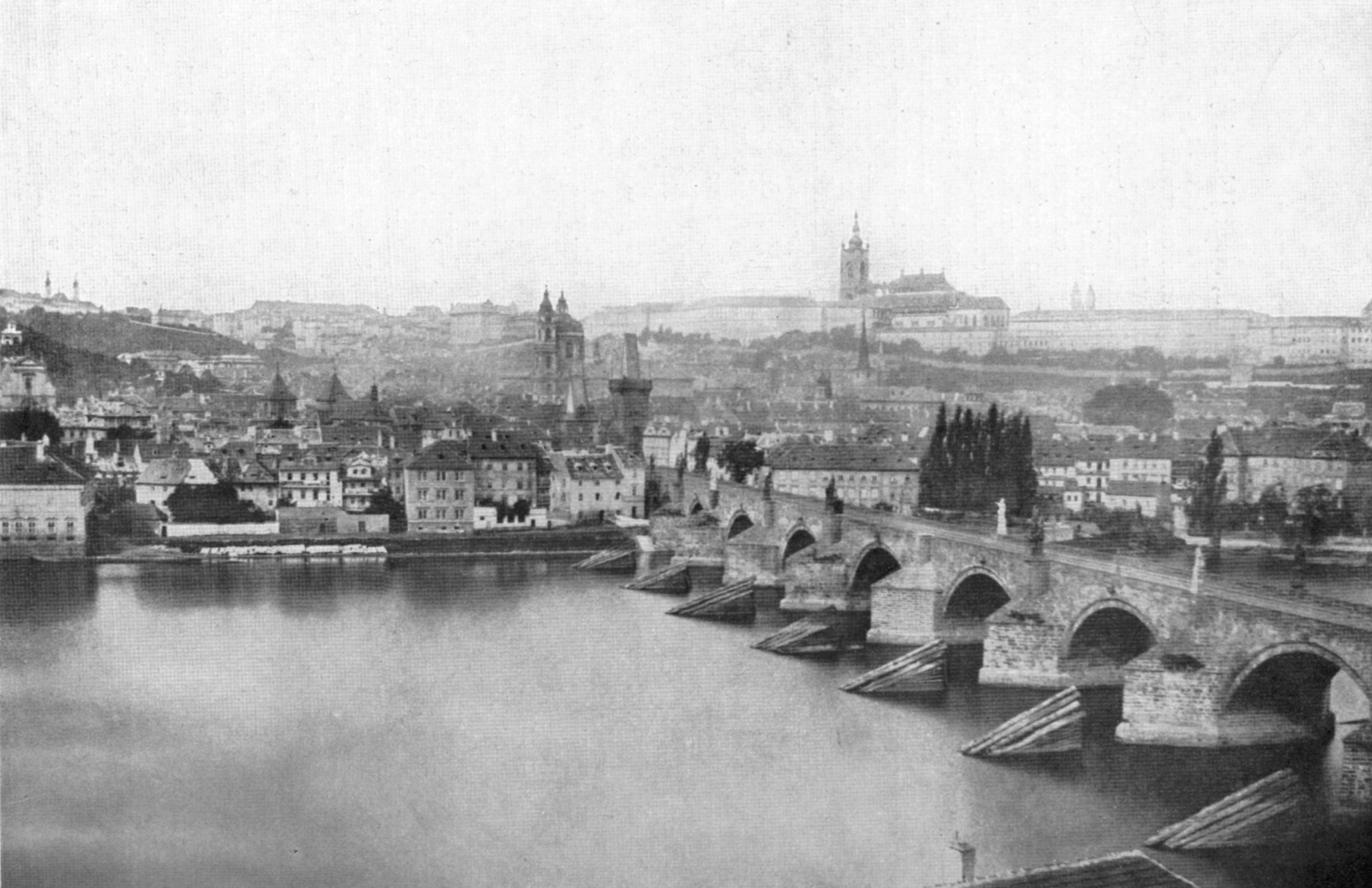
Panorama Malé strany a Hradčan, 1856
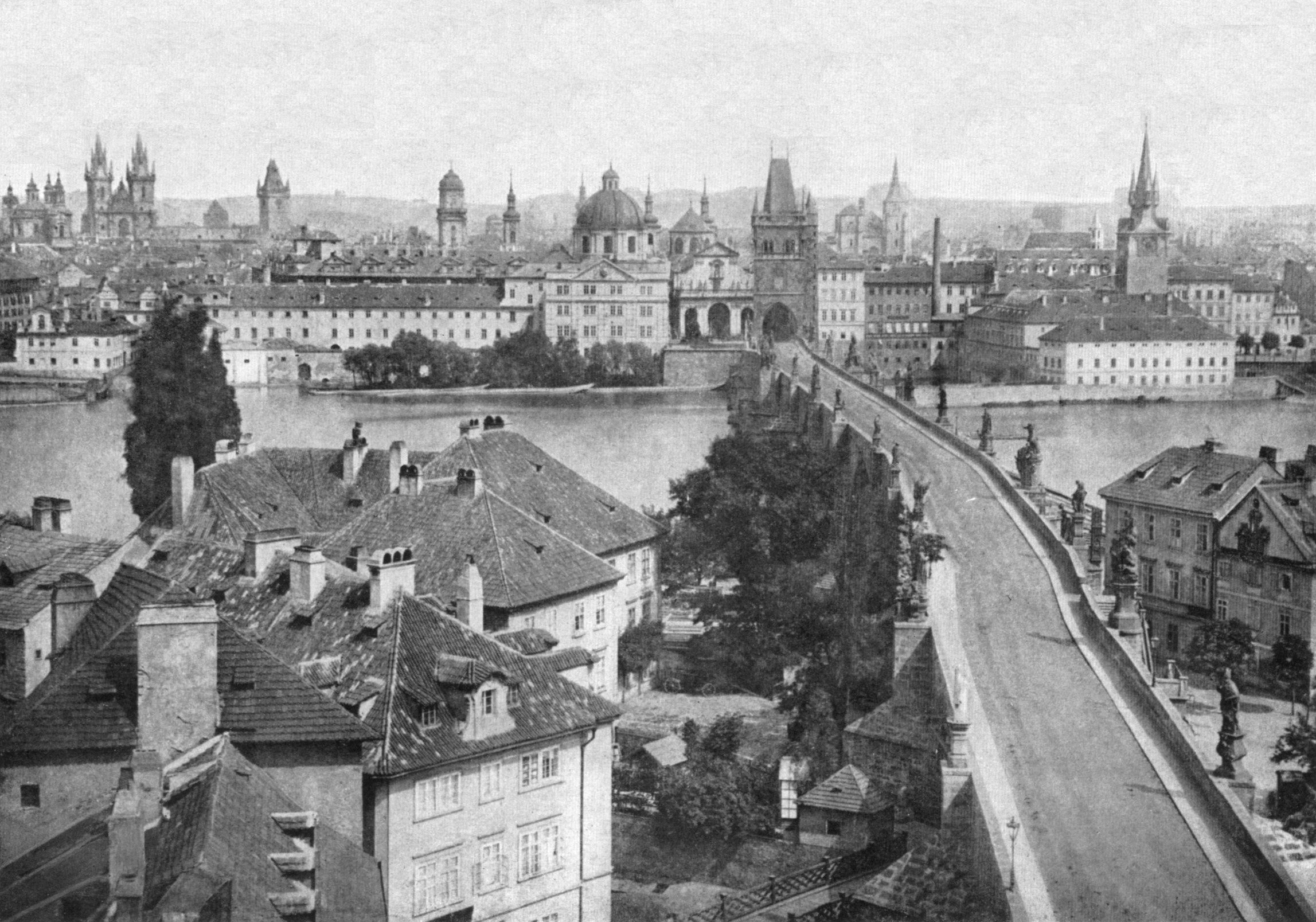
Panorama Starého města pražského z malostranské mostecké věže, 1856
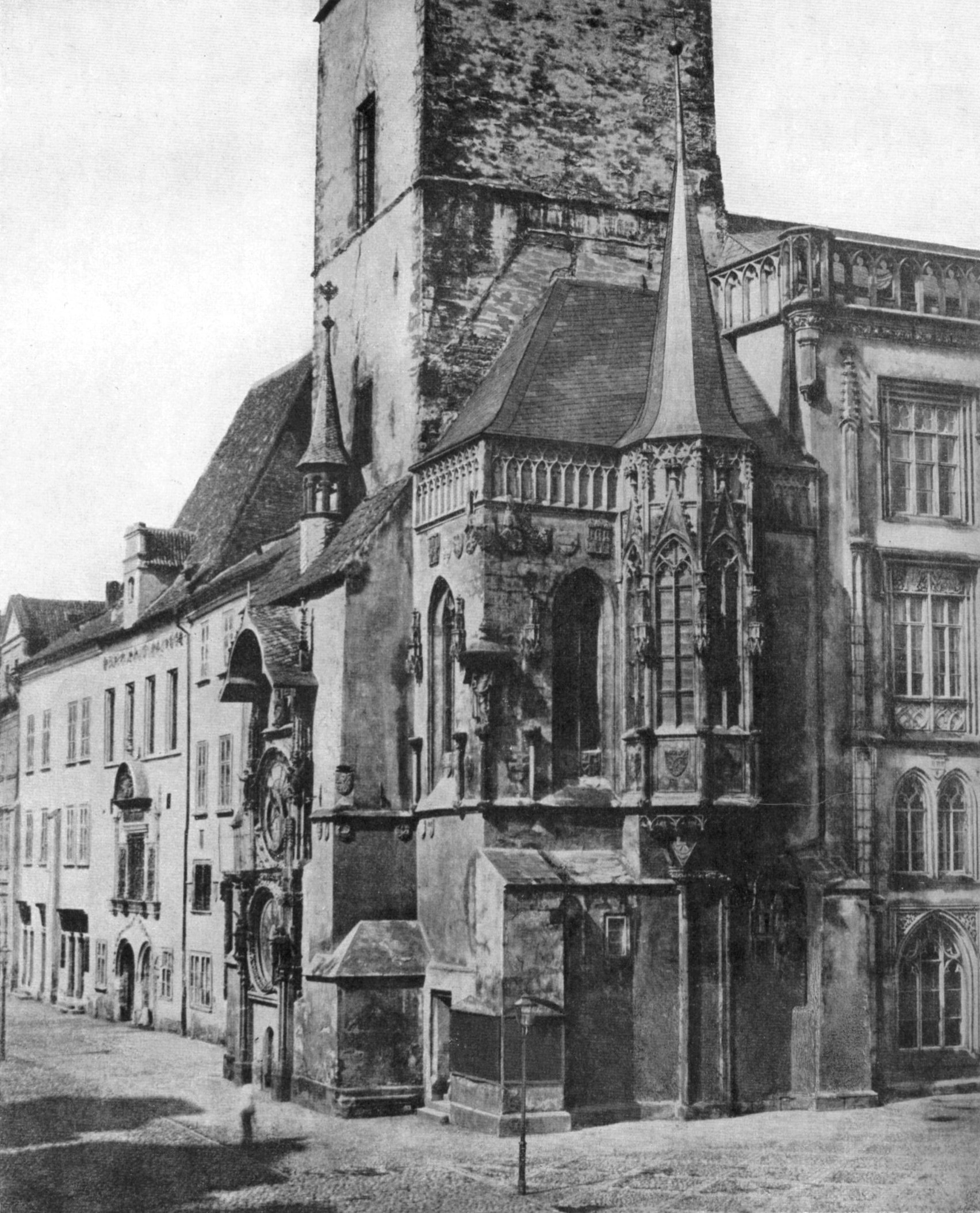
Věž Staroměstské radnice v Praze s kaplí a orlojem, 1856
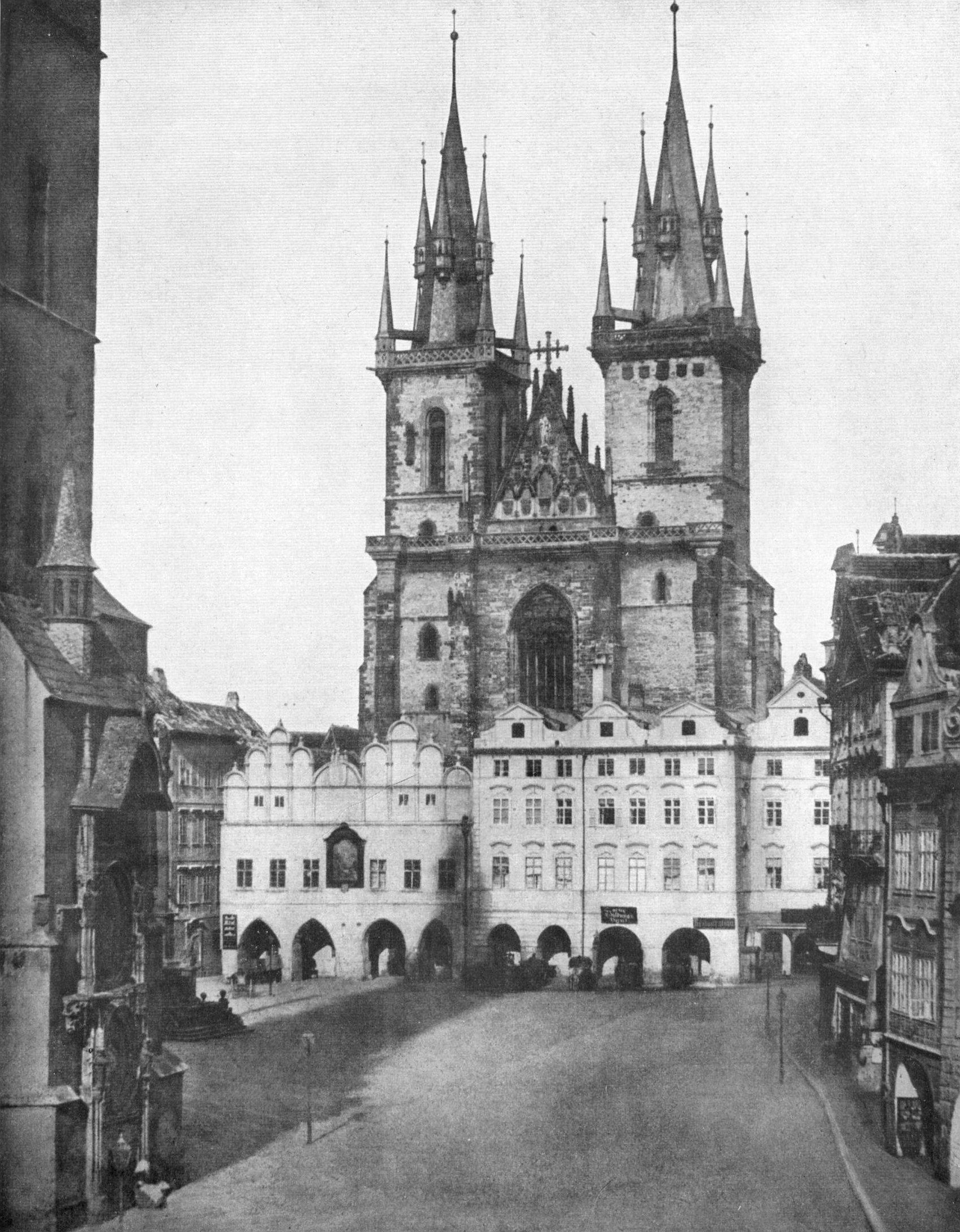
Staroměstské náměstí v Praze, pohled k Týnu, 1856
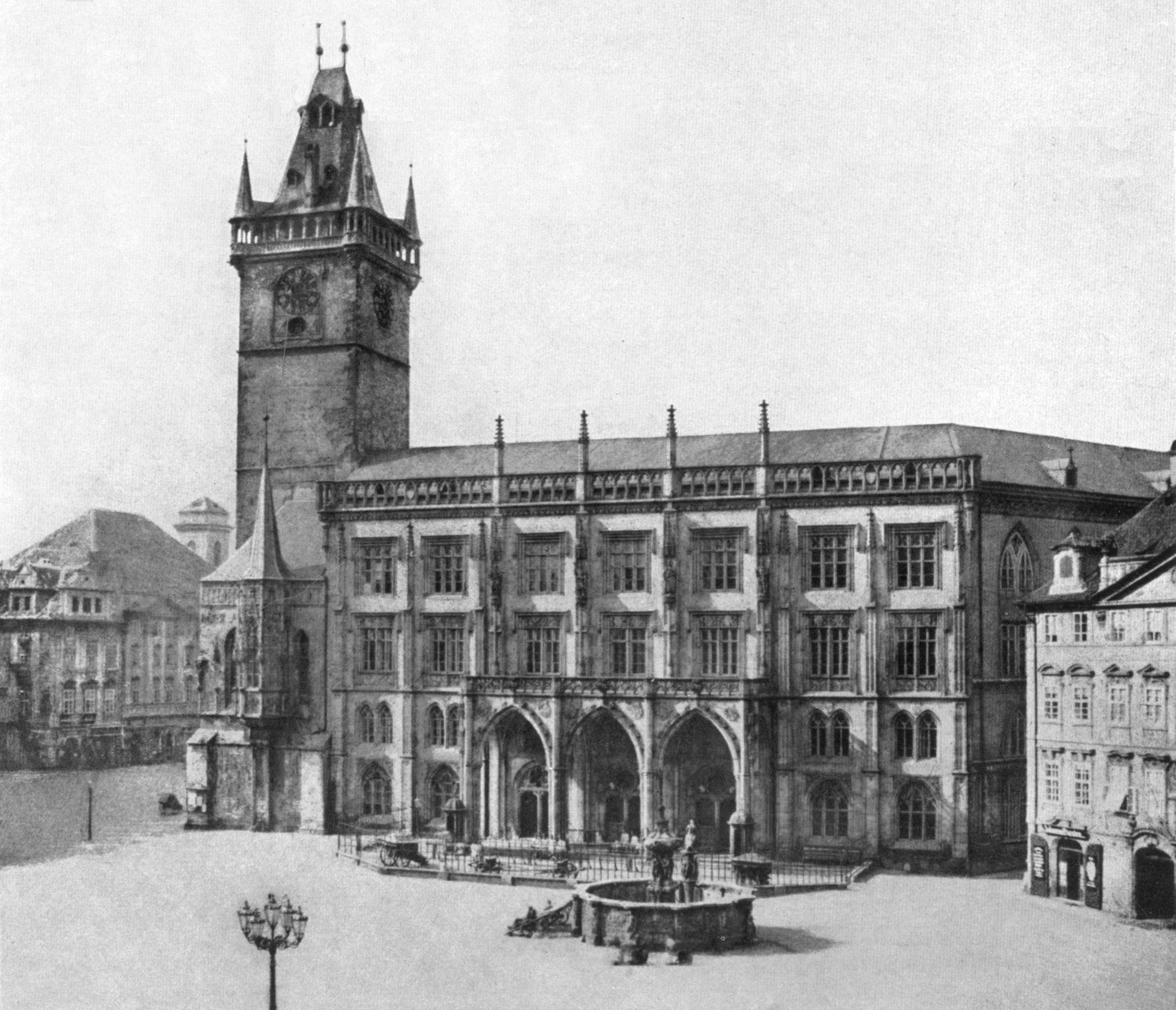
Východní průčelí Staroměstské radnice v Praze, 1856
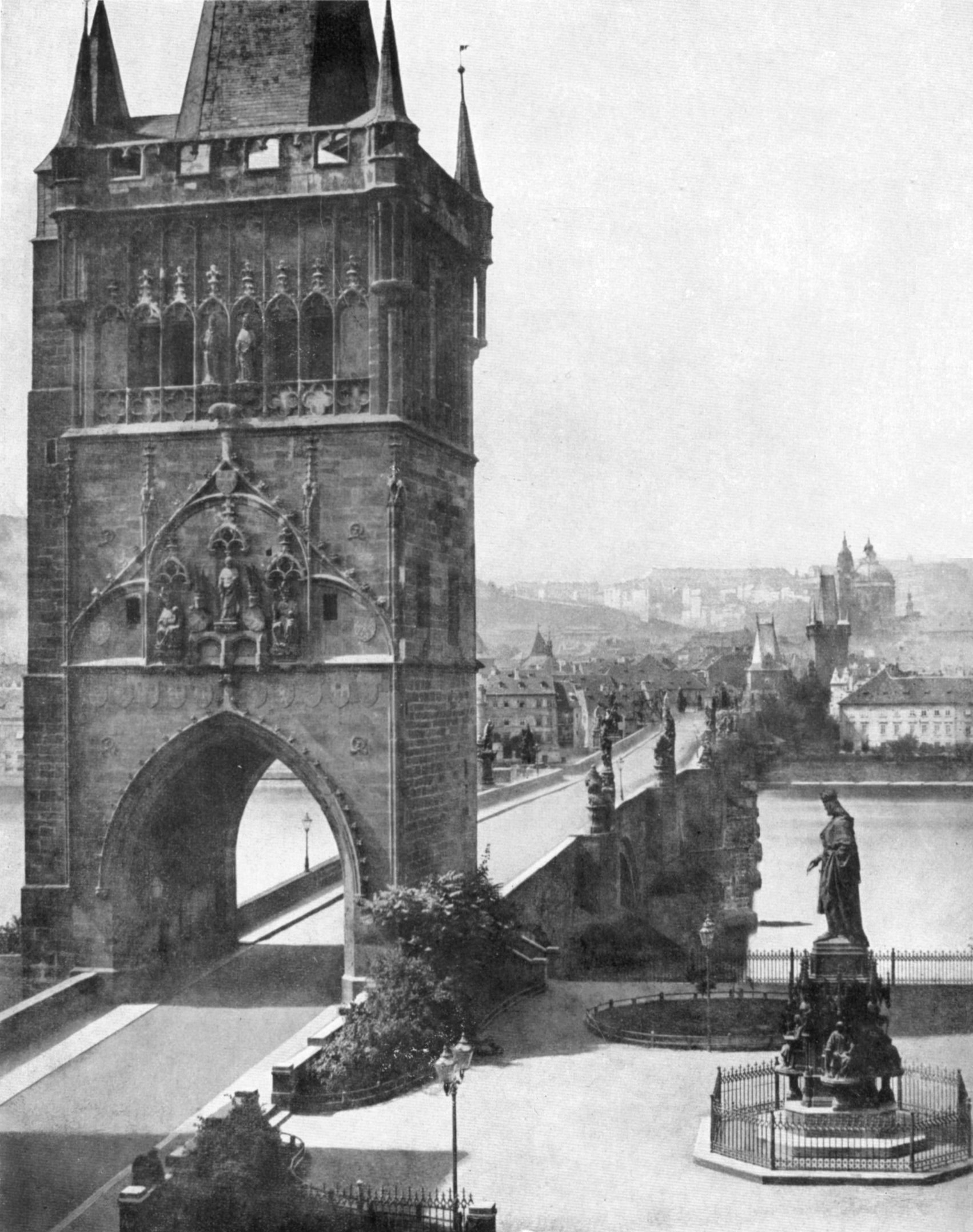
Staroměstská mostecká věž v Praze, 1856
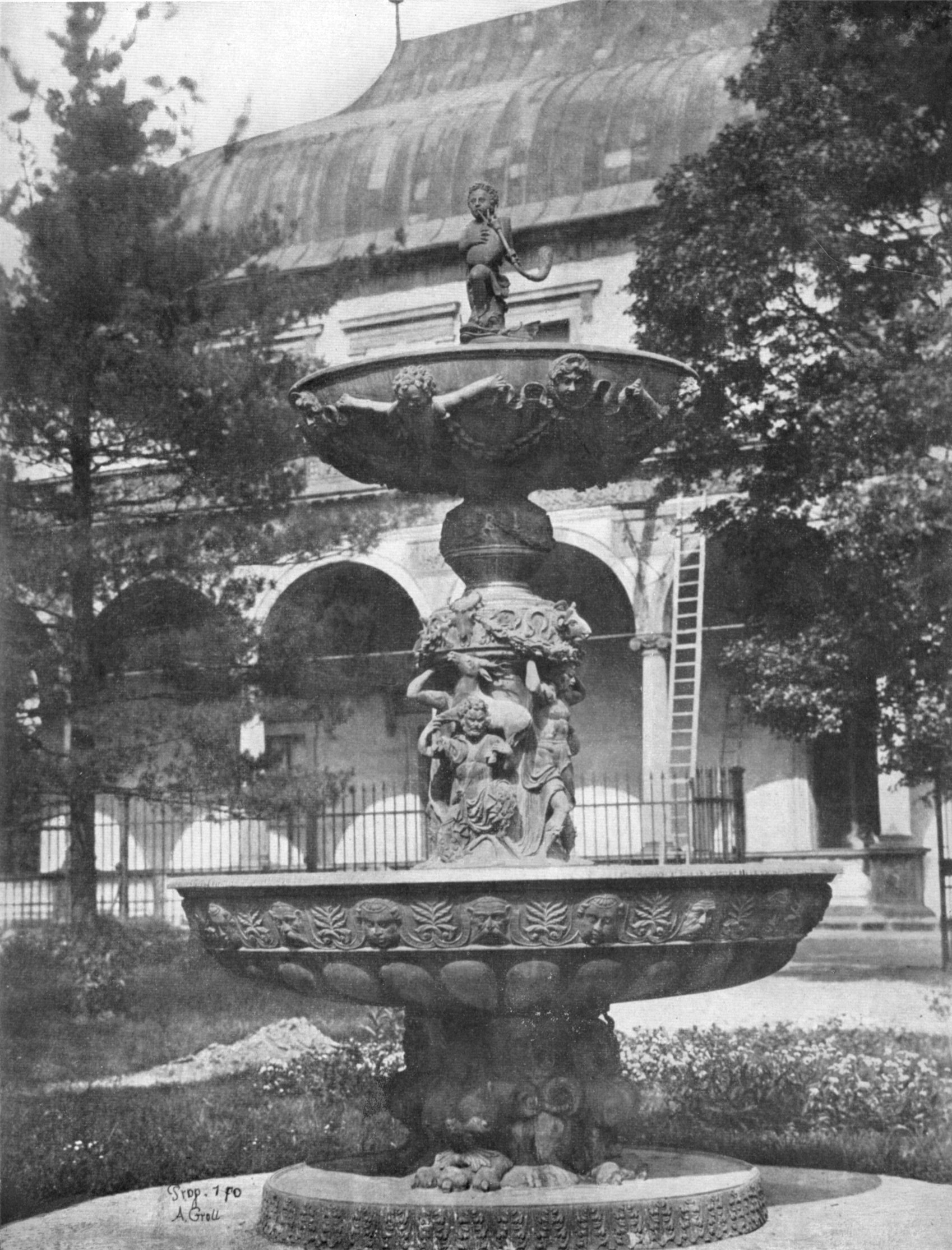
Zpívající fontána v královské zahradě v Praze, 1865
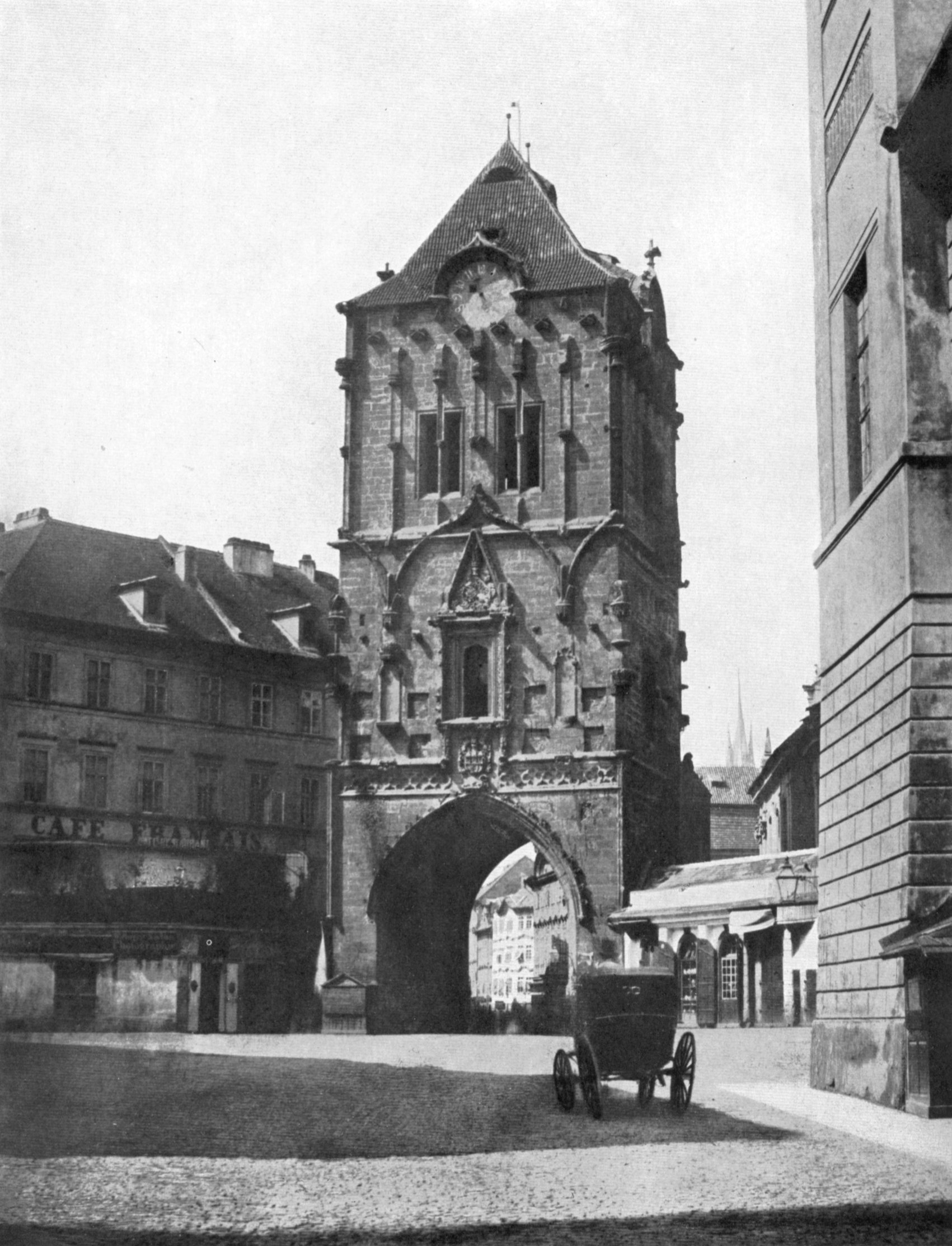
Prašná brána v Praze, 1856
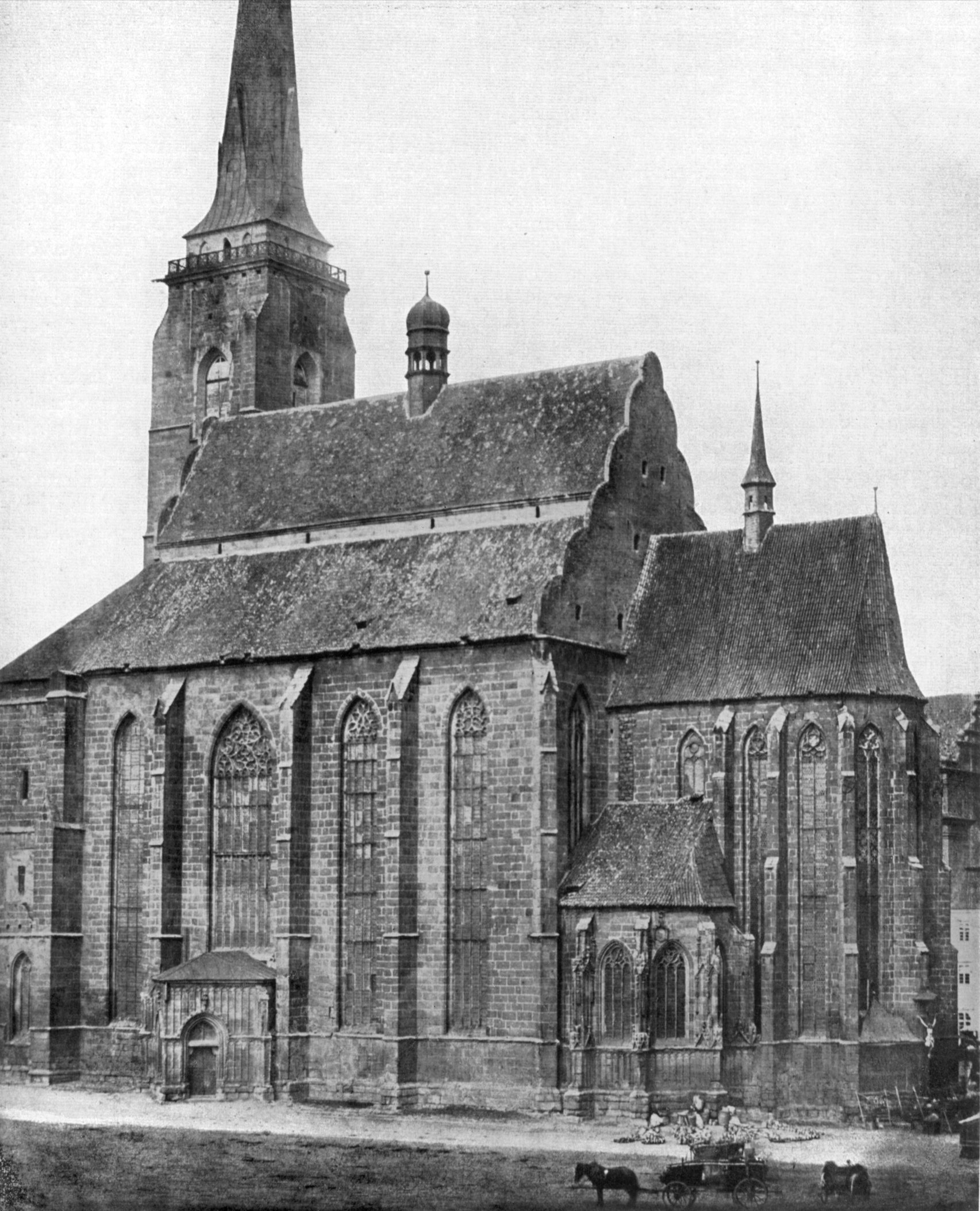
Arciděkanský kostel svatého Bartoloměje v Plzni, 1856
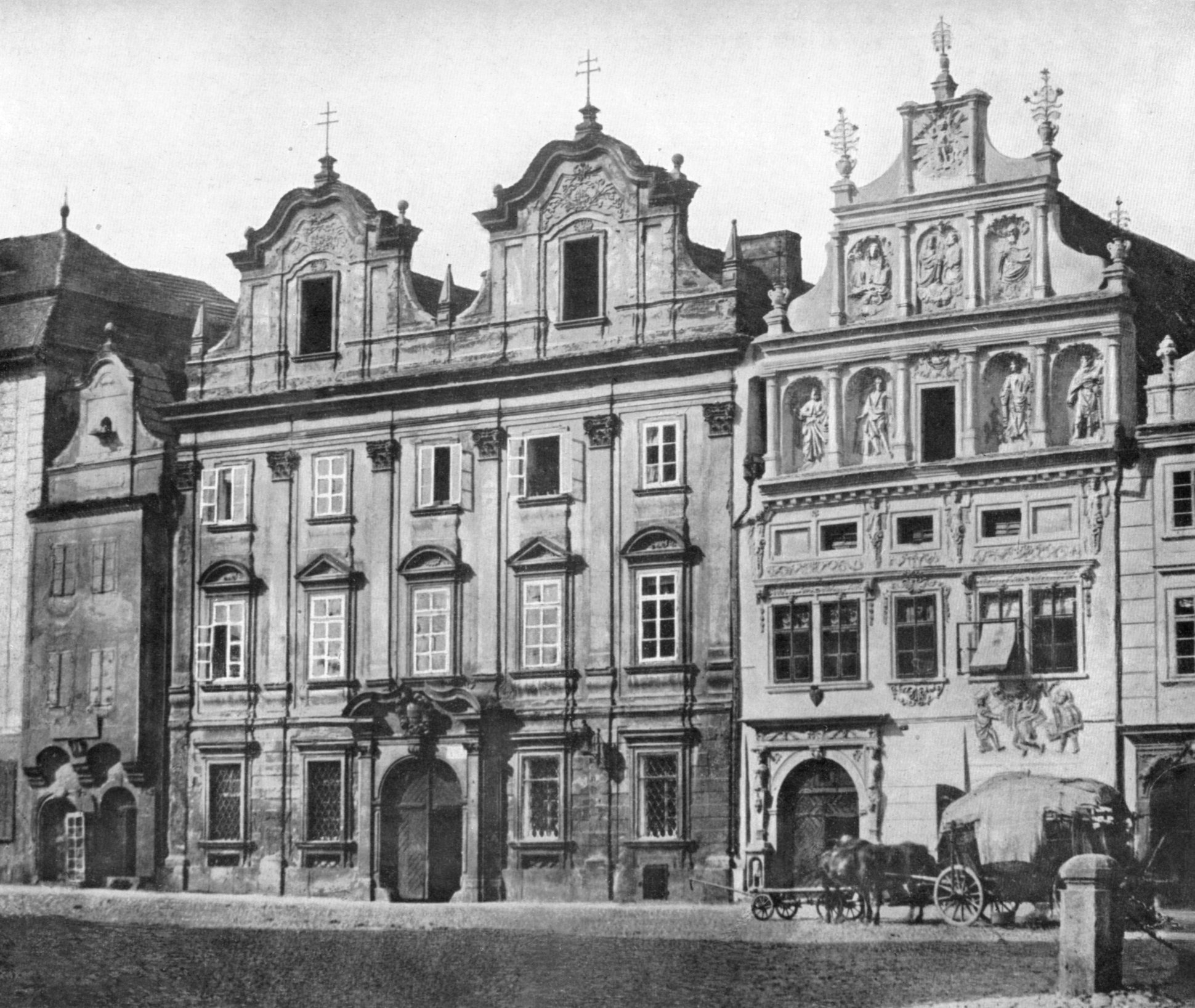
Arciděkanství a dům „U červeného srdce“ v Plzni, 1856
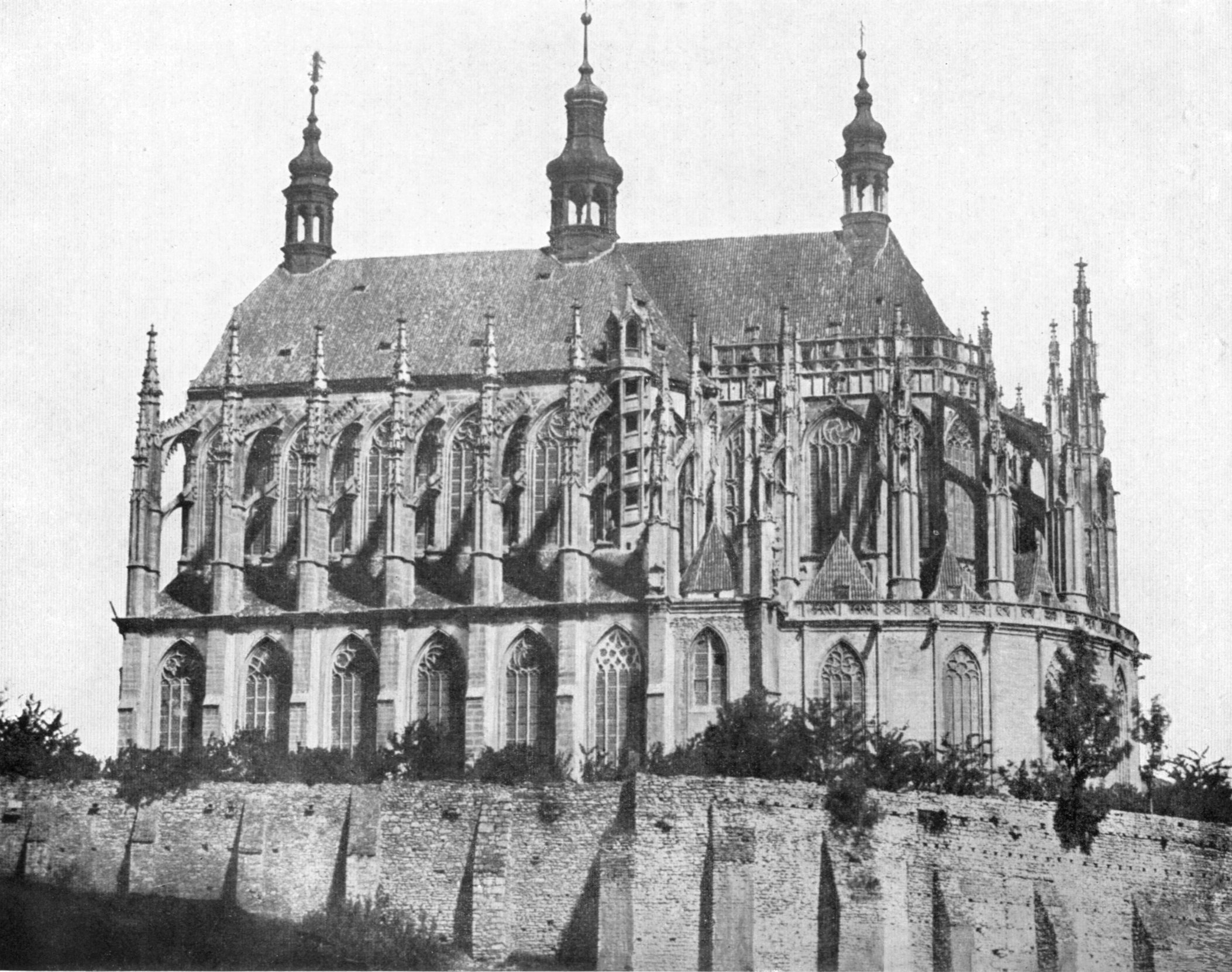
Chrám svaté Barbory v Kutné Hoře, 1856
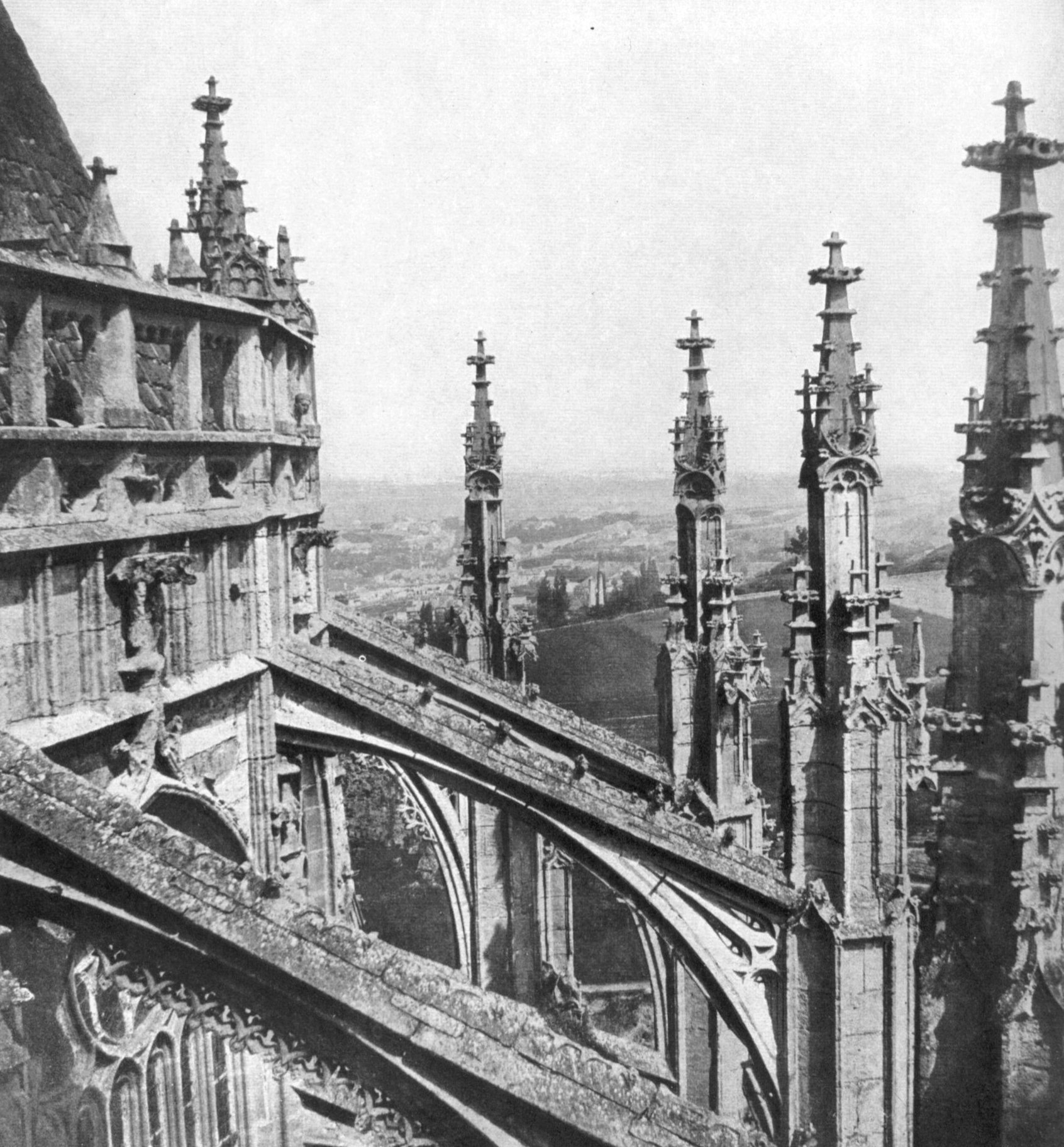
Opěrný systém vysokého chóru chrámu svaté Barbory v Kutné Hoře, 1856